# Eric Arosell
Eric Bertil Arosell, född 3 september 1906 i Gisslarbo, Västmanlands län, död 10 november 1985 i Kolsva, var en svenska konstnär.
Arosell studerade konst för Isaac Grünewald 1943 och under studieresor till Norge och Frankrike. Han medverkade i konstutställningar i Kolsva, Västerås, Storvik, Linköping och Köping. Hans konst består huvudsakligen av industribilder från bland annat Kolsva järnverk. 